# Рај поново стечен
Рај поново стечен (енгл. Paradise Regained) је епска песма коју је написао енглески песник Џон Милтон, а која је први пут објављена 1671. године. Ово дело је по наслову повезано са његовом ранијом и познатијом епском песмом Изгубљени рај, са којом дели сличне теолошке теме; заправо, њен наслов, употреба белог стиха и тематско путовање кроз хришћанску историју подсећају на претходно дело. Међутим, ова песма се превасходно бави Христовим искушењем, како је описано у Јеванђељу по Луки.
Милтон је песму Рај поново стечен написао у својој кући у месту Чалфонт Сент Џајлс у грофовији Бакингемшир. Дело има четири књиге и садржи 2.065 стихова; поређења ради, Изгубљени рај има дванаест књига и 10.565 стихова. Због тога је историчарка књижевности Барбара К. Левалски ово дело назвала „кратком епопејом”.